# Anarchodes
Az Anarchodes a rovarok (Insecta) osztályának a botsáskák (Phasmatodea) rendjéhez, ezen belül a Diapheromeridae családjához és a Necrosciinae alcsaládjához tartozó nem.

## Rendszerezés
A nembe az alábbi fajok tartoznak:
- Anarchodes atrophicus
- Anarchodes lyratus
- Anarchodes magnificus